# 중장
중장(中將/육군, 공군, 해병대 : lieutenant general/해군, 해안경비대 : vice admiral)은 군대 계급 중 하나이다. 소장의 위, 대장의 아래다.
각 군 본부에서는 참모차장 등의(사관학교장 포함) 직책을 맡는다.
소장하고의 차이는 엄청나게 크다. 예비역 중장은 국방장관을 할 수 있지만 예비역 소장은 국방장관을 할 수 없다. 또한 이 계급부터는 모든 보직에 진급에서 후순위로 밀린 고참을 부하로 두게 된다.
대표적으로 윤광웅 전(前) 국방장관(39대)은 예비역 해군 중장(해사 24기), 이종섭 전(前) 국방장관(48대)은 예비역 육군 중장(육사 40기) 출신이다.
- 육군 : 육군참모차장, 육군사관학교장, 육군특수전사령관, 육군수도방위사령관, 군단장, 작전사령관, 합동참모본부 본부장
- 해군 : 해군참모차장, 해군사관학교장, 해군작전사령관, 해병대사령관 겸 서북도서방위사령관[1].
- 공군 : 공군참모차장, 공군사관학교장, 공군작전사령관, 국방부 본부장, 참모차장급.

## 계급장
육군, 해군, 해병대, 공군 모두 3성 장성

| 장성 (將星) |             | 육군(포제 정장) | 육군(견장) | 육군(금속제) | 해군 | 해병대 | 공군 |
| 장성 (將星) | 중장 (中將) |                 |            |              |      |        |      |